# Badische Staatskapelle
A Badische Staatskapelle é uma orquestra alemã baseada na cidade de Karlsruhe.